# جکی ملن
جکی ملن (انگلیسی: Jackie Milne؛ زادهٔ ۲۵ مارس ۱۹۱۱) بازیکن فوتبال اهل اسکاتلند است.

## باشگاهی
از باشگاه‌هایی که در آن بازی کرده‌است می‌توان به باشگاه فوتبال آرسنال، باشگاه فوتبال بلکبرن روورز، باشگاه فوتبال دومبارتون، باشگاه فوتبال میدلزبرو اشاره کرد.

## تیم ملی
وی همچنین در تیم ملی فوتبال اسکاتلند بازی کرده است.